# Klaus Happersberger
Klaus Happersberger (* 15. April 1926 in Hamburg; † 8. April 2002) war ein deutscher Politiker (SPD).
Happersberger beantragte am 28. Februar 1944 die Aufnahme in die NSDAP und wurde zum 20. April desselben Jahres aufgenommen (Mitgliedsnummer 9.723.353). Er war Ende der 1940er und Anfang der 1950er Jahre Hamburger Landesvorsitzender der Falken. In dieser Eigenschaft setzte er sich für einen Zusammenschluss mit den Jungsozialisten ein, was diese jedoch ablehnten, um ihren Einfluss in der SPD nicht zu verlieren. Happersberger kritisierte daraufhin die Jusos als politisch steril und warf ihnen mangelnde politische Aktivität vor.
Neben seiner Tätigkeit bei den Falken gehörte Happersberger zu Beginn der 1950er Jahre dem Kreisvorstand der SPD im Bezirk Hamburg-Nord an. Von 1954 bis 1960 war er als Beisitzer auch Mitglied des SPD-Landesvorstandes. Als sich der Hamburger Landesvorstand der SPD in einer Sitzung am 31. Januar 1958 dagegen aussprach, ein neues Grundsatzprogramm für die Bundespartei zu erarbeiten, war Happersberger das einzige Vorstandsmitglied, das diesem Beschluss widersprach.
Der Hamburgischen Bürgerschaft gehörte Happersberger vom 12. Mai 1954, als er für Hermann Heberlein nachrückte, bis zu seiner Mandatsniederlegung aus beruflichen Gründen am 17. April 1959 an.
Klaus Happersberger verstarb kurz vor Vollendung seines 76. Lebensjahres. Seine letzte Ruhestätte erhielt er auf dem Hamburger Friedhof Öjendorf.